# Michel Lacombe
Michel Lacombe est un animateur de radio. Il anime l'émission Ouvert le samedi à la radio de Radio-Canada. Il est le conjoint de la chroniqueuse du journal La Presse Nathalie Petrowski.